# Werner Potzernheim
Werner Potzernheim (ur. 8 marca 1927 w Hamburgu, zm. 22 kwietnia 2014 w Hemmingen) – niemiecki kolarz torowy, brązowy medalista olimpijski oraz brązowy medalista mistrzostw świata.

## Kariera
Pierwszy sukces w karierze Werner Potzernheim osiągnął w 1952 roku, kiedy zdobył brązowy medal w sprincie indywidualnym podczas igrzysk olimpijskich w Helsinkach. W zawodach tych wyprzedzili go jedynie Włoch Enzo Sacchi i Australijczyk Lionel Cox. Na rozgrywanych rok później mistrzostwach świata w Zurychu również wywalczył brązowy medal w tej konkurencji – tym razem uległ jedynie dwóm Włochom: Marino Morettiniemu i Cesare Pinarello. Ponadto wielokrotnie zdobywał medale torowych mistrzostw kraju, w tym aż dwanaście złotych.